# Валерия Йегер
Валерия Йегер (на немски: Valeria Jäger) е австрийска българистка и русистка, преводачка. 

## Биография
Родена е на 13 декември 1951 г. в София. От 1973 г. живее във Виена, където през 1990-те години е лектор към Института по славистика на Виенския университет. 
Валерия Йегер работи като консекутивен преводач от руски и български на немски във Виена. През 90-те години на ХХ век обаче започват да излизат все по-активно и нейни художествени преводи. Тя е съставител на три антологии, посветени на градове – Санкт Петербург, Москва и Пловдив. 
Умира на 21 април 2001 г. от рак.

## Награди
Удостоена е с наградата на град Виена за преводите ѝ на стиховете на Константин Павлов (2000). 